# Oldenburg (Schiff, 1912)
Die Oldenburg war ein Großlinienschiff der Helgoland-Klasse der Kaiserlichen Marine, benannt nach dem Großherzogtum Oldenburg. Namensvorläufer war das Panzerschiff Oldenburg, das am 13. Januar 1912 aus der Liste der Kriegsschiffe gestrichen worden war.

## Geschichte
Der Stapellauf der Oldenburg fand am 30. Juni 1910 im Beisein von Großherzog Friedrich August von Oldenburg statt. Die Taufe vollzog seine Tochter Sophie Charlotte von Oldenburg, Ehefrau des Kaisersohns Prinz Eitel Friedrich. Das Schiff wurde dem I. Geschwader unter dem Kommando von Vizeadmiral Hugo von Pohl und später Vizeadmiral Wilhelm von Lans zugeteilt.
Im Gegensatz zur britischen Auffassung stand auf deutscher Seite der Schutz des Schiffes im Vordergrund, die Bewaffnung an zweiter Stelle. Seit dieser Zeit entsprach bei den deutschen Großkampfschiffen die Stärke des Gürtelpanzers etwa dem Kaliber der schweren Artillerie. Die Richtigkeit dieses Prinzips des optimalen Schutzes erwies sich im Krieg in den Seeschlachten auf der Doggerbank und vor dem Skagerrak, aus denen fast alle deutschen Schlachtkreuzer und Schlachtschiffe trotz teilweise schwerster Trefferschäden zurückkehrten. Ihre britischen Gegner mussten dagegen erhebliche Verluste hinnehmen, die nur durch den großen Bestand an Schiffen kompensiert wurden. Zumeist gingen die britischen Schiffe durch Munitionskammerexplosionen verloren, weil ihr schwacher Deckspanzer von den deutschen Granaten durchschlagen wurde.
Die Schiffe der Helgoland-Klasse trugen zwölf Geschütze des Kalibers 30,5 cm in sechs Doppeltürmen, davon je zwei an Backbord und Steuerbord, das heißt nur die Endtürme standen auf der Mittschiffslinie. Dies war durch die Bauhöhe der verwendeten Kolbendampfmaschinen bedingt, die den Raum zwischen den vier Flügeltürmen größtenteils einnahmen.
Zwischen 1914 und 1918 nahm die Oldenburg an Einsätzen in der Nord- und Ostsee teil, einschließlich der Skagerrakschlacht am 31. Mai und 1. Juni 1916.
Laut einer Notiz der Nachrichten für Stadt und Land vom 22. Februar 1915 wurde auf der Oldenburg zur Spendensammlung ein Nagelbild, der Eiserne Heizer, benagelt.

### Kommandanten
| 1. Mai bis September 1913           | Kapitän zur See Hugo Langemak                     |
| 22. September 1913 bis 1. Juni 1916 | Kapitän zur See Wilhelm Höpfner                   |
| Juni 1916                           | Korvettenkapitän Paul Vollmer (in Vertretung)     |
| Juni 1916                           | Kapitän zur See Heinrich Löhlein                  |
| Juli 1916                           | Korvettenkapitän Paul Vollmer (in Vertretung)     |
| Juli 1916 bis Juni 1918             | Kapitän zur See Heinrich Löhlein                  |
| Juni bis August 1918                | Kapitän zur See Eberhard Heydel                   |
| August bis September 1918           | Korvettenkapitän Georg Weißenborn (in Vertretung) |
| September bis November 1918         | Kapitän zur See Eberhard Heydel                   |
| November bis 16. Dezember 1918      | Kapitän zur See Hermann Bauer                     |

### Verbleib
Im Vertrag von Versailles wurde die Oldenburg als Reparationsschiff „M“ Japan zugesprochen. Da die Japaner keine Verwendung für das Schiff hatten, wurde es zwar 1920 ausgeliefert, verblieb aber in europäischen Gewässern und wurde 1921 in Dordrecht abgewrackt.

## Erinnerungskultur
Unklar wann, fertigte der Marinemaler Hans Bohrdt das Gemälde SMS Oldenburg mit englischen Zerstörern in der Nacht zum 1.6.1916 an, das sich heute in der Sammlung Peter Tamm befindet. Mitte der 1950er Jahre schuf Walter Zeeden die Titelseite für Band 52 der Heftreihe SOS – Schicksale deutscher Schiffe: Linienschiff Oldenburg. Diesmal wurde es ernst.